# 水戸市総合運動公園
水戸市総合運動公園（みとしそうごううんどうこうえん）は、茨城県水戸市にある運動公園。

## 概要
国道50号沿いにある運動公園で、水戸市民球場がある。また、公園内には陸上競技場はないが、約1.5km離れた位置に水戸市立競技場（ケーズデンキスタジアム水戸）がある。

## 施設
- 水戸市民球場
- 軟式球場
- 体育館（1981年供用開始）[1]
- 第1テニスコート 12面（1990年供用開始）[1]
- 第2テニスコート 5面（1994年供用開始）[1]
- 相撲場（1981年供用開始）[1]

## 周辺
- お菓子夢工場
- 水戸桜ノ牧高等学校
- 智学館中等教育学校

## 交通アクセス
- 国道50号沿い